# Mary MacArthur
Mary MacArthur, Ph.D., était scientifique pour le gouvernement du Canada et a étudié dans les années 1940 les principes scientifiques qui sous-tendent la déshydratation et la congélation des aliments. 
Elle a travaillé pour le ministère de l’Agriculture (aujourd’hui Agriculture et Agroalimentaire Canada), à la Ferme expérimentale centrale, à Ottawa, en Ontario. En 1952, elle a été la première femme à 
devenir membre de l’Institut agricole du Canada pour sa contribution à l’agriculture canadienne,.

## Biographie
Mary MacArthur est née à Glasgow, en Écosse. Elle s’est établie au Canada avec sa famille lorsqu’elle était enfant, plus précisément à Pugwash, en Nouvelle-Écosse (en). Elle s’est intéressée à la botanique dès 
son jeune âge.
Elle a obtenu un baccalauréat de l’Université Acadia, en Nouvelle-Écosse, en 1933, et un doctorat du Radcliffe College (affilié à l’Université Harvard) en 1937,.

## Carrière
Après avoir obtenu son diplôme, Mary MacArthur a travaillé comme professeure adjointe de botanique dans un collège pour femmes, à Elmira, dans l’état de New York, de 1937 à 1938. En 1938, elle a accepté un 
poste de scientifique agricole pour la Division de l’horticulture, à la Ferme expérimentale centrale, à Ottawa, au Canada.
Ses premières spécialités ont été l’histologie et la cytologie végétales. Elle s’est fait connaître pour son leadership dans les travaux canadiens sur la déshydratation, notamment la recherche fondamentale 
sur les méthodes permettant de déterminer l’inactivation des enzymes dans les tissus végétaux avant la déshydratation. Elle a fait construire un grand tunnel de déshydratation à Ottawa Ontario en 1942, dans lequel 
elle a mené plus de 2 000 expériences durant les quatre dernières années de la Deuxième Guerre mondiale.
On lui doit la découverte du fait que les légumes doivent être blanchis afin d’en inactiver les enzymes avant la déshydratation. Elle a collaboré avec des scientifiques à Kentville, en Nouvelle-Écosse, 
qui lui ont procuré les légumes déshydratés aux fins d’analyses plus poussées à Ottawa. Ces travaux étaient importants pendant les années de guerre, car beaucoup de fruits et de légumes devaient être 
déshydratés et envoyés en Europe dans l’effort de guerre. Grâce aux résultats de ses travaux, l’apparence et la valeur nutritionnelle des choux, des carottes, des pommes de terre et des navets déshydratés 
de manière commerciale se sont considérablement améliorées. 
Les recherches de Mary MacArthur ont également permis une amélioration des méthodes de manipulation, d’emballage et d’entreposage des aliments congelés. Avant la fin de la Deuxième Guerre mondiale, elle a 
également publié un article sur la congélation des asperges, des fraises et du maïs emballés commercialement
. En 1949, elle était suffisamment confiante en ses résultats pour en publier un sommaire dans 
un livret destiné à l’utilisation commerciale.

## Honneurs / Distinctions
En 1952, elle a été la première femme à devenir membre de l’Institut agricole du Canada,.